# تاريخ الأرخبيل
تاريخ الأرخبيل هو سجل الأحداث التي حدثت في الجزر الواقعة بين القارة الآسيوية والقارة الأسترالية قبل تأسيس الجمهورية الإندونيسية.

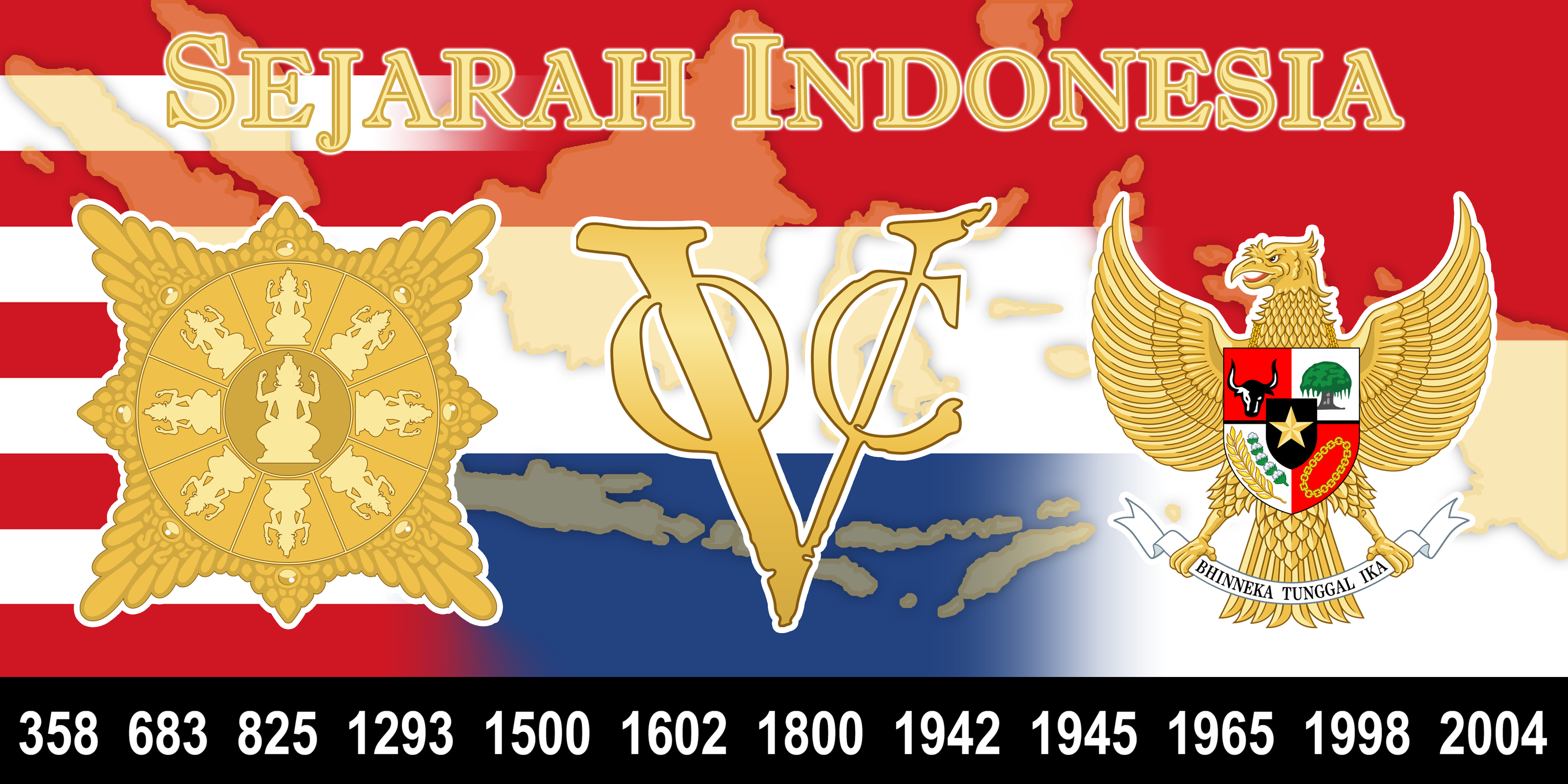

## مدخل
تشكلت أراضي الأرخبيل من جزئين كبيرين من قارة بانجيا في الحقبة الوسطى منذ 250 مليون سنة؛ نتيجة تحرك الصفائح القارية المختلفة. وانتقل هذان الجزئان نتيجة لتحرك هذه الصفائح حتى أنها شكلت في زمن العصر الجليدي الأخير المضيق الكبير بين جرف سوندا في الغرب وجرف ساهول في الشرق: وتكونت أيضا جزيرة سولاوسي والجزر المحيطة بها بين القارتين. ويعرفها علماء الأحياء باسم والاسيا، وهي منطقة لديها تنوع حيوي فريد من نوعه. وهذا الموقع الجيولوجي والطوبوغرافي أثر على التضاريس والمناخ وخصوبة التربة وتوزيع الكائنات الحية وخاصة النباتات والحيوانات، فضلا عن هجرة الإنسان لهذه المنطقة. وتلتقي في المنطقة الصفيحة الأوراسية في الغرب والصفيحة الهندية الأسترالية في الجنوب وصفيحة المحيط الهادي في الشمال الشرقي؛ ولهذا، تنشط بها البراكين التي أمدت الأرض بالثروة المعدنية المفيدة للزراعة، ولكنها في نفس الوقت عرضة للزلازل. والتقاء تلك الصفائح القارية أدى إلى ارتفاع قاع البحر وتكوين الكارست المليئة بالكهوف في عدد من الأماكن. ولقد عثر على العديد من الحيوانات البحرية في تلك المنطقة. ويقع الأرخبيل في المنطقة المدارية مما يعني دفء مياه البحر وسطوع الشمس عمودية طوال العام. ويساعد هذا المناخ على تشكيل تنوع بيئي غني بالكائنات الحية؛ سواء من النباتات أوالحيوانات. كما يشكل ذلك البحر الدافئ نقطة التقاء بين محيطين عظيمين (المحيط الهادي والهندي). أما مضيق (والاكيا) الواقع بين القارتين فهو جزء من التيارات البحرية الناتجة من التقاء المحيط الهندي والمحيط الهادي؛ وهي غنية بالموارد البحرية. وتتميز هذه المنطقة بتنوعها الكبير في الشعاب المرجانية. وقد أثرت الموارد الطبيعية الموجودة في البر والبحر علي السكان الأوائل منذ قديم الأزل. وأدى اعتماد العديد من السكان المحليين على تلك الموارد البحرية إلى معرفتهم الجيدة بالملاحة؛ وقد ساعد هذا سكان جزر المحيط الهادي (أوقيانوسيا) في وقت لاحق. فموقعها الذي يحده من جانب قارة أستراليا ومن الجانب الآخر مياه المحيط الهندي والهادي شكلت عاملا من عوامل اختلاف المناخ سنويا. وتتأثر وفرة المياه في الأرخبيل بالرياح الموسمية على مدار العام. فمعظم المناطق تستطيع تحديد موسم الجفاف وموسم الأمطار. فمن المعروف للبحارة أن الرياح الغربية تكون في موسم الأمطار، بينما الرياح الشرقية تكون في موسم الجفاف. تعد أنماط الرياح في موسم التجارة بين الجزر التي تعتمد على القوارب الشراعية عامل مهم جدا في تحديد موعد التبادل التجاري. ومن جهة توزيع الكائنات الحية، فهذه المنطقة هي نقطة التقاء بين أجناس النباتات والحيوانات المختلفة؛ نتيجة لعمليات التطور التي حدثت. فالجزء من جرف سوندا القريب من خط الاستواء يوجد به نوع من الحيوانات التي تعيش في أوراسيا، بينما جزء السهول الشرقية يوجد بها حيوانات كالتي تعيش في أستراليا. وتعتبر والاسيا الجسر الذي تختلط به تلك الأنواع مع بعض السمات المميزة؛ بسبب عزلتها. وقد وثقت هذه الحالات من خلال علماء أمثال: ألفري والاس وماكس كارل ويلهام ويبر وريتشارد ليديكر. وعلى النقيض من الحيوانات، فالحياة النباتية المتنوعة تشكل إقليم فريد من نوعه ويختلف عن الأنواع الموجودة في الهند وشرق آسيا، وكذلك المناطق الجافة من أستراليا، والتي تسمى بتانيوان بالماليسية. وأدت الهجرة البشرية إلى زيادة انتشار النباتات في نطاق أبعد من ذلك؛ وأيضا دخول النباتات والحيوانات من أوراسيا وأمريكا وأفريقيا على مر العصور.

## عصر ما قبل التاريخ
وجدت بعض حفريات الإنسان المنتصب في جاوه بمنطقة سانجيران والتي تشير إلى أنه عاش قبل 1٫2مليون سنة حتى 50٫000 سنة مضت. وتشير تلك الحفريات إلى تغييرات جذرية أسفرت عن وجود سلالتين مميزتين، هما: الإنسان المنتصب الجاوي وإنسان سولو. وفي عام 1966م، طرح العالم سويشر فرضية مفادها بأن هذا الإنسان أنه قبل 50٫000 سنة مضت عاصر الإنسان الحديث. ومن المتوقع أن الإنسان الحديث قد قطن منطقة الأرخبيل في الفترة مابين 60٫000 سنة إلى 70٫000 سنة مضت. وأصبح هذا الإنسان فيما بعد الجد الأكبر للسكان القاطنين بشبه جزيرة الملايو (سيمانغ) والفلبين (نجريتو) والسكان الأصليين لأستراليا وبابوا وميلانيزيا ومنطقة الجرف بسوندا. وبعد ذلك رحلوا تجاه الشرق. ومنطقة جواه نياك بإقليم سراوق لديها أكثر البقايا العظمية التي تمثل هذا المجتمع (البالغ من العمر 50 إلى 60 ألف سنة). ولقد عثر على بقايا جماجم في الكهوف في المناطق الكارستية من جافا. وكانوا يعتمدون في العصر الحجري القديم على الصيد والتقاط الثمار فلم تكن الزراعة أو تربية الماشية شيئا مألوفا بالنسبة لهم. واكتشاف هيكل عظمي لمخلوق يشبه الإنسان في ليانج موا بجزيرة فلوريس أشار إلى إمكانية وجود أسلاف للإنسان الثالث والذي يعرف بإنسان فلوريس. بالإضافة إلى ذلك؛ هاجر المتحدثون باللغة الأسترونيزية من تايوان إلى الفلبين، ثم إلى الجنوب وإلى إندونيسيا وبعد ذلك اتجهوا شرقا ناحية المحيط الهادي. وهم أسلاف القبائل في الأرخبيل. والأسترونيزيون يعرفون الزراعة والملاحة وحتى علم الفلك. كما كان لديهم زعيم ونظام حكم بسيط. وعندما قدم المهاجرون من الهند في القرون الأخيرة قبل الميلاد أدخلوا معهم نظاما أكثر تقدما ألا وهو المملكة.

## فجرالتاريخ

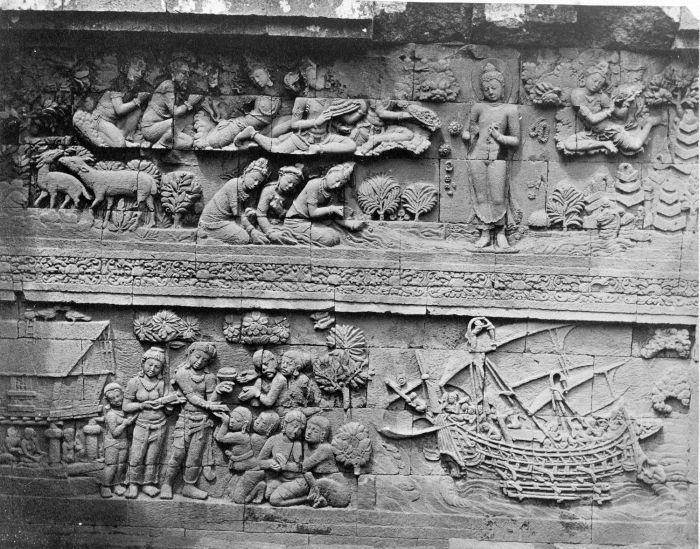
لوحة فنية في معبد بوروبودور توضح القوارب وهى تبحر في الأرخبيل والتي كان التجار يستخدمونها لنقل البضائع، وأيضا نلاحظ على الجانب الأيسر أن البيوت كانت تبنى على ركائز متينة

يعرف الاتصال مع العالم الخارجي من السجلات المكتوبة من الصينيين. ومن المعروف أن هناك أشخاص كانوا يتاجرون معهم. واعتمدت التجارة بشكل رئيسي على المنتجات من الغابات أو الحدائق، مثل: التوابل كالفلفل وخشب الصندل وجوز الطيب وإنكاريا واللبان، وكذلك الذهب والفضة. وازدهرت نقاط التجارة على يد الزعماء المنتخبين من الأفرادأو المتوارثة من جيل إلى جيل. وتذكر السجلات الصينية أنه في القرون الأولى للميلاد أعتنق الناس هناك البوذية والهندوسية والوثنية. وتظهر الاكتشافات الأثرية في الفترة مابين الهندوسية والبوذية قبل مئات السنين أن الثقافة المغليثية التي كانت لا تزال واسعة الانتشار جنبا إلى جنب مع ثقافة عصر الحجر والمعادن. وقد سجل بطليموس، وهو من سكان الاسكندرية، شبه جزيرة الملايو أو جزيرة سومطرة على الخريطة باسم «الجزيرة الذهبية».

### الممالكالهندوسيةوالبوذية
- مملكة سالاكانجارا.
- مملكة تارومانجارا أو تاروما.
- مملكة كوتاي.
- مملكة سريويجايا.
- مملكة سوندا وجالوه.
- مملكة كالينجا.
- مملكة كاريتانج.
- مملكة ماتارام (القديمة).
- مملكة ميدانج.
- مملكة كاهوريبان.
- مملكة كاديري.
- مملكة قانجوروهان.
- مملكة جانكالا.
- مملكة سينجاساري.
- مملكة ماجاباهيت.
- مملكة داهماراس رايا.
- مملكة باجاجاران.
- مملكة بلامبانجان.
- مملكة سيليندرا.
- مملكة سانجايا.
- مملكة إسيانا.
- مملكة داها (نيجارا داها).
- مملكة ديبا (نيجارا ديبا).
- مملكة تانجونج بوري.
- مملكة نان سانوراي.
- مملكة كوريبان.
- مملكة تولانج باوانج.
- مملكة آرو.
- مملكة مينجوي.

### الممالكالإسلامية
- سلطنة آتشيه.
- مملكة أساهان.
- مملكة كيمونينج.
- مملكة باتين إنام سوكو.
- مملكة إندراجيري.
- سلطنة بنتن.
- سلطنة بيما.
- سلطنة بولونجان.
- سلطنة بوتون.
- سلطنة سيربون.
- سلطنة لينجا رياو.
- سلطنة دلي.
- سلطنة دومبو.
- سلطنة ديجيبانج.
- سلطنة كالين يامات.
- سلطنة جوا.
- سلطنة جامبي.
- سلطنة كوتا بينانج.
- سلطنة كوتاي.
- سلطنة لانكات.
- سلطنة بانجانج.
- سلطنة ماتارام.
- سلطنة كارتاسورا.
- سلطنة باجارويونج.
- سلطنة إنديرابورا.
- سلطنة سوناي باجو.
- سلطنة باليمبانج.
- سلطنة بونتي أنأ.
- سلطنة ساماوا.
- سلطنة سمباس.
- سلطنة سيردانج.
- سلطنة سياك سري إنديرابورا.
- سلطنة تانجونج بورا.
- سلطنة إيها.
- سلطنة تاناه هيتو.
- سلطنة تيرناتي.
- سلطنة تيدوري.
- سلطنة سوميدانج لارانج.
- سلطنة سوراكارتا.
- سلطنة يوجياكرتا.
- سلطنة مانجوناجاران.
- سلطنة باكو آلامان.
- سلطنة ملقا.
- سلطنة باساي.
- سلطنة بنجر.
- سلطن لينكه.
- سلطنة بيرلاق.
- سلطنة باسير.
- سلطنة كوتا وارينجين.
- سلطنة باقاتان.
- سلطنة تيدونج.
- سلطنة سامبالي يونك.
- سلطنة جونونج تابور.
- سلطنة ميمباواه.
- سلطنة كوبو.

## عصرالاستعمار

### وصولالبرتغاليين
أتاحت الخبرة البرتغالية في الملاحة وصناعة السفن والأسلحة لهم القيام بحملات استكشافية والتوسع. فبدأت البعثات الاستكشافية البرتغالية التي أرسلت إلى مالقة، التي احتلت في عام 1512م، عندما أول الأوروبيين إلى الأرخبيل، إندونيسيا حاليًا، حاولوا السيطرة على مصدر التوابل الثمينة وتوسيع نطاق بعثة الروم الكاثوليك. وكانت المحاولات الأولي للبرتغاليين للسيطرة على الأرخبيل بالتعاون مع مملكة سوندا. وفي أوائل القرن السادس عشر، استولت سلطنة ديماك على الموانئ التجارية الهامة على الساحل الشمالي لجزيرة جاوة ومن بينهم اثنان من الموانئ التابعين لمملكة سوندا وهو ميناء بنتن وشيريبون. وأدى قلق ملك سوندا (سري بادوجا أو ملك سلوانجي) على تزايد ركود ميناء سوندا كيلابا إلى طلب المساعدة من حاكم ملقا أي :البرتغاليين. وهكذا، فمنذ عام 1512م حتى عام 1521م أرسل سري بادوجا ولي عهده سوراويسيسا إلى ملقا لطلب التوصل إلى إتفاق مع البرتغاليين بشأن التجارة؛ وخاصة تجارة الفلفل. وكذلك إعطائهم الحق في بناء الحصن في سوندا كيلابا. وفي عام 1522م، كان البرتغاليون على استعداد لتشكيل ائتلاف مع سوندا للتوصل إلى تجارة مربحة للفلفل. وهي نفس السنة التي انتهى فيها ماجلان من رحلته. وكان حاكم حصن ملقا في ذلك الوقت جورج دي البوكويرك. وفي العام نفسه بعث سفينة ساو سيباستياو بقيادة القبطان انريكي ليم إلى سوندا كيلابا جنبا إلى جنب مع الأشياء الثمينة التي ستقدم إلى ملك سوندا. وتصف اثنين من المصادر المكتوبة الاتفاق بالتفصيل. فالمصدر الأول، هو الوثيقة البرتغالية الأصلية التي يرجع عمرها إلى عام 1522م وتحتوي على الاتفاق وتوقيع الشهود. والمصدر الثاني، هو تقرير الحادث المقدم من جواو دي باروس في كتابه «دا آسيا»، والذي طبع قبل وقت قصير من عام 1777\78. ووفقا للمصادر التاريخية، فقد قابل ملك سوندا وصول البرتغاليين بترحاب حار. وفي ذلك الوقت كان الملك سوراويسيسا قد اعتلى العرش وذكره بارووس في كتابه باسم «الملك ساميو». وافق الملك سوندا على معاهدة صداقة مع ملك البرتغال؛ وقرر إعطاء أرض في مصب نهر تشيليوونغ كمراسي لسفن البرتغال. وبالإضافة إلى ذلك، تعهد الملك سوندا بأنه إذا تم بناء الحصن سوف يتبرع بألف كيس من الفلفل للبرتغال. وقدمت وثائق العقد من نسختين، واحدة لملك سوندا والأخرى لملك البرتغال. ولقد وقعتا بتاريخ 21 أغسطس 1522م. ذكر المؤرخ بورتو المسمي جواو دي باروس في كتابه بأن شهود عيان قالوا بأن هناك 8 شهود من المملكة سوندا لم يوقعوا على الوثيقة؛ وإنما أجازوها للنجاة. والآن، يوجد نسخة من هذه الاتفاقية مخزنة في المتحف الوطني لجمهورية إندونيسيا بالعاصمة جاكرتا. وذهب بعض نبلاء مملكة سوندا مع إنريكي ليم والوفد المرافق له إلى الأرض التي سيبنى عليها الحصن عند مصب نهر تشيليوونغ. ولقد أقاموا نقشا حجريا المسمى لوسو سوندانيسي بادراو والموجود حاليا في المنطقة المسماة كيلوروهان توجو (أي: النصب التذكاري) بشمال جاكرتا. وهذه كانت عادة برتغالية لأي أرض جديدة تكتشف. وهذا النصب التذكاري موجود حاليا في المتحف الوطني الإندونيسي. ولقد فشل البرتغاليون في الوفاء بوعودهم بالعودة إلى سوندا كيلانا في العام التالي لبناء القلعة في غوا الهندية. وهذا أدى إلى هجوم سلطنة ديماك على مملكة سوندا في عام 1527م، وطرد البرتغاليون منها في 22 يوليو 1527م. وأصبح هذا التاريخ فيما بعد تاريخ تأسيس جاكرتا. وبالتالي أدي فشل البرتغاليين في السيطرة على جزيرة جاوة إلي توجيه نظرهم تجاه الشرق صوب جزر الملوك. وهكذا، أنشأ البرتغاليون الموانئ التجارية والحصون وأرسلوا البعثات في شرق إندونيسيا بما في ذلك جزر تيرنات وأمبون وسولور؛ وذلك من خلال الغزو العسكري والتحالف مع الزعماء المحليين. ومع ذلك، راعى البرتغاليون الاهتمام بالأنشطة التبشيرية في القرن السادس عشر، وبعد توقف الغزو العسكري على تلك المناطق أنصب اهتمامهم نحو اليابان وماكاو والصين وسكر البرازيل. وأصبح الوجود البرتغالي في إندونيسيا يقتصر على سولور وفلوريس وتيمور بعد هزمتهم في ترنات عام 1575م؛ وأيضا بعد الغزو الهولندي في أمبون ومالوكو الشمالية وباندا. ومن بين تأثيرات البرتغاليين في الثقافة الإندونيسية: ألقاب المجتمعات المحلية ذات الأصل البرتغالي في توغو بشمال جاكرتا، وموسيقى كرونتشونج، وأسماء العائلات في شرق إندونيسيا مثل داكوستا ودياس ودي فريتس وغونسالفيس وكويلجو...إلخ. وهناك أيضا عدد من الكلمات المأخوذة من اللغة البرتغالية في اللغة الإندونيسية مثل: ابن، سيدة، قميص، نوافذ، صابون، جبن...إلخ.

### عصرشركة الهند الشرقية الهولندية
أنشئت شركة الهند الشرقية الهولندية في 20 مارس 1602م؛ وهي الشركة الهولندية التي تحتكر الأنشطة التجارية في آسيا. وتسمى هذه الشركة بالهند الشرقية على غرار شركة الهند الغربية الهولندية. وتعد أول شركة تصدر سندات المساهمة العامة. وعلى الرغم من أن شركة الهند الشرقية هي هيئة تجارية فقط؛ إلا أن الدولة تعطي هذه الهيئة التجارية امتيازات وتسهيلات، مثل: إعطائها حق امتلاك جيش صغير والتفاوض مع البلدان الأخرى. ولذلك يمكننا القول أنها دولة داخل الدولة. وتمتلك شركة الهند الشرقية 6 أفرع في كل من أمستردام وميديلبورخ (عاصمة زيلند) وإنكهاوزن ودلفت وهورن وروتردام. وفوض الوفد المجتمع هيرين ال17 مديرا للشركة.